# Abadia de Santa Maria della Vittoria
A Abadia de Santa Maria della Vittoria (em italiano:  Abbazia di Santa Maria della Vittoria) é um mosteiro da Ordem de Cister localizada em Scurcola Marsicana, Abruzos, Itália.

Era a filha da Abadia de Louroux.